# Conservatorio Domenico Cimarosa
Il Conservatorio Domenico Cimarosa di Avellino è un'istituzione italiana di alta formazione musicale.
Dedicato al musicista campano Domenico Cimarosa, è stato istituito nel 1973.

## Storia

### Il conservatorio delle Oblate di Avellino
Ad Avellino Francesco Imbimbo, dottore in legge e più volte sindaco di Avellino, e suo fratello Simone Imbimbo, Arcidiacono della Cattedrale di Avellino, vollero creare un conservatorio, il quale fu ultimato nel 1653.
Il 20 aprile 1654 è la data dell'atto di fondazione del "Conservatorio della SS.ma Immacolata Concezione nella città di Avellino", le cui ventuno "regole" furono approvate dal vescovo di Avellino e Frigento Lorenzo Pollicini il 26 aprile 1654, affidando la gestione alle suore francescane. Il 28 marzo 1785 furono aggiunte altre tre "regole". Tale istituzione era un educandato femminile, di patronato, che dava una educazione musicale alle ragazze ospiti, chiamate "coriste".
Con Decreto Reale del 29 febbraio 1816 tale Conservatorio cominciò a dipendere dall'istituzione pubblica del Consiglio Generale degli Ospizii fissando particolari prescrizioni con i Decreti Reali del 12 dicembre 1816, del 20 maggio 1820 e del 1º febbraio 1829. Le Regole furono riformate e poi approvate con il Real Rescritto del 5 aprile 1828 e il Decreto Reale n° 4980 del 15 dicembre 1838.
Con le Leggi eversive del 1866-1867 del novello Regno d'Italia, la Comunicazione della Prefettura di Avellino dell'11 gennaio 1867 ribadiva la decisione presa nella Seduta del 27 dicembre 1866: il Conservatorio era di carattere laicale come opera laicale di beneficenza, e quindi non veniva soppresso, ma privato di tutti i caratteri e gli elementi estranei che potevano conferirgli l'apparenza di uno stabilimento religioso. L'8 ottobre 1867 veniva approvato il nuovo statuto organico del Conservatorio delle Oblate.
Con la Repubblica Italiana e la creazione delle Regioni l'ente "Conservatorio di oblate sotto il titolo dell'immacolata concezione", da istituzione educativa musicale diventa ente puramente assistenziale. Le funzioni di istituto di educazione musicale scompaiono.

### Il conservatorio di musica "Domenico Cimarosa"
Il conservatorio di musica "Domenico Cimarosa" trae origine da un percorso di studi di educazione musicale, attivato nell'anno scolastico 1971-1972, che in seguito riceverà formale riconoscimento in conservatorio di musica con il D.P.R. del 18 dicembre 1973 nº 1178.

Bandiera del Conservatorio

La prima sede del conservatorio fu, sino al 1980, il palazzo Caracciolo di Avellino, successivamente venne ospitato, in ordine cronologico, presso l'istituto statale d'arte "Paolo Anania De Luca", la scuola media statale "Francesco Tedesco" e un prefabbricato nel rione Parco di Avellino. Nel 1986 il governo degli Stati Uniti d'America, tramite l'United States Agency for International Development, dona all'ente una nuova sede collocata nel campus universitario di via Circumvallazione.

## Struttura
Il conservatorio è strutturato nei seguenti dipartimenti:
- Canto e teatro musicale
- Didattica
- Musicologia
- Nuove tecnologie e linguaggi musicali
- Strumenti ad arco e a corda
- Strumenti a fiato
- Tastiere e strumenti a percussione
- Teoria e analisi, composizione e direzione

## Direttori
- Vincenzo Vitale (1971-1972)
- Pietro Carella (1972-1973)
- Aladino Di Martino (1973-1974)
- Bruno Mazzotta (1974-1979)
- Filippo Zigante (1979-1989)
- Vincenzo De Gregorio (1989-2000)
- Gaetano Panariello (2000-2005)
- Carmelo Columbro (2005-2011)
- Carmine Santaniello (2011-2017)
- Carmelo Columbro (2017-2020)
- Maria Gabriella Della Sala (dal 2020)

## Presidenti
- Ettore Maggio (1972-1993)
- Grandizia Sarno (1993-2003)
- Nicola Battista (2003-2006)
- Ettore De Socio (2006-2008)
- Nicola Battista (2008-2014)
- Luca Cipriano[7] (2014-2021)
- Achille Mottola (2021-2024)
- Giuliana Franciosa[8] (dal 2025)